# Cycle d'orientation (Fribourg)
 (août 2017).
Si vous disposez d'ouvrages ou d'articles de référence ou si vous connaissez des sites web de qualité traitant du thème abordé ici, merci de compléter l'article en donnant les références utiles à sa vérifiabilité et en les liant à la section « Notes et références ».
Le cycle d'orientation (CO) désigne la première partie du système d'enseignement secondaire en place dans la partie francophone du canton de Fribourg (Suisse). Il se nomme Orientierungsschule (de) dans la partie germanophone du canton. 
Il se divise en trois années (9e, 10e et 11e) et marque la fin de la scolarisation obligatoire à l'âge de 15 ans.
Il y a trois types de classe en fonction du niveau des élèves :
- Exigence de base (EB)
- Générale (G)
- Prégymnasiale (PG)

## Liste des cycles d'orientation du canton
Cycles d'orientation francophones fribourgeois par district
- Broye :
  - CO de la Broye à Cugy
  - CO de la Broye à Domdidier
  - CO de la Broye à Estavayer-le-Lac
- Glâne :
  - CO de la Glâne à Romont
- Gruyère :
  - CO de la Gruyère à Bulle
  - CO de la Gruyère à La Tour-de-Trême
  - CO de la Gruyère à Riaz
- Lac :
  - CO de la région de Morat à Morat
- Sarine :
  - CO du Belluard à Fribourg
  - CO du Gibloux à Farvagny
  - CO de Jolimont à Fribourg
  - CO de Marly à Marly
  - CO de Pérolles à Fribourg
  - CO de Sarine Ouest à Avry
- Veveyse :
  - CO de la Veveyse à Châtel-Saint-Denis

Orientierungsschulen (cycles d'orientation) germanophones fribourgeoises par district
- Lac :
  - OS Gurmels à Cormondes
  - OS Kerzers à Chiètres
  - OS Region Murten à Morat
- Sarine :
  - OS Deutsch-Freiburg à Fribourg
- Singine :
  - OS Düdingen à Guin
  - OS Plaffeien à Planfayon
  - OS Tafers à Tavel
  - OS Wünnewil à Wünnewil